# Hedwig Keppelhoff-Wiechert
Hedwig Keppelhoff-Wiechert (ur. 31 maja 1939 w Südlohn) – niemiecka polityk, działaczka społeczna, posłanka do Parlamentu Europejskiego III, IV i V kadencji (1989–2004).

## Życiorys
Ukończyła szkołę hotelarską, w 1962 zdała egzamin mistrzowski. W latach 1970–1976 przewodniczyła stowarzyszeniu gospodyń wiejskich w Velen, a od 1973 do 1986 stała na czele struktur tej organizacji w powiecie Borken. Przez piętnaście lat była przedstawicielką w Brukseli. Pełniła również funkcje w organach zrzeszenia izb rolniczych, stowarzyszenia kas oszczędnościowych dla rolników, instytucjach edukacyjnych. W 1986 została wiceprezesem, a w latach 1987–1998 była prezesem Deutscher Landfrauenverband – niemieckiego związku kobiet wiejskich.
Wstąpiła też do Unii Chrześcijańsko-Demokratycznej, w 1981 wybrana do władz powiatowych tej partii.
W 1989 z ramienia Unii Chrześcijańsko-Demokratycznej po raz pierwszy uzyskała mandat deputowanej do Parlamentu Europejskiego. W 1994 i 1999 skutecznie ubiegała się o reelekcję. Była m.in. członkinią grupy chadeckiej, pracowała głównie w Komisji Rolnictwa i Rozwoju Obszarów Wiejskich. W PE zasiadała do 2004.